# Jo Melo
Joice Souza Melo (São Paulo, 18 de dezembro de 1988), conhecida pelo pseudônimo Jo Melo, é uma escritora, jornalista e poeta brasileira, autora dos livros Hipérboles (2022) e Os Cinco Sentidos (2024). É fundadora da revista Mães que Escrevem, uma plataforma criada em 2016 com o objetivo de conectar mulheres-mães por meio da escrita e do acolhimento. Autista, integra a AJEB-SP (Associação de Jornalistas e Escritoras do Brasil) e é Imortal pela Academia Mundial de Letras. Jo Melo é reconhecida por sua produção literária e sua atuação em causas sociais, com ênfase na defesa de mulheres, mães solo e autistas.

## Biografia
Jo Melo nasceu em São Paulo, no bairro de Hermelino Matarazzo, Zona Leste, e passou a infância na Favela das Três Marias até os cinco anos. Aos seis anos, perdeu os pais e foi criada por sua tutora na periferia de São Paulo, sendo educada em escolas públicas até o final de sua formação básica.
O contato com a arte surgiu no ensino fundamental, com o gosto pela literatura nas aulas de língua portuguesa e programas como Recreio nas Férias, Centros Educacionais Unificados (CEU) e programas sociais. Aos 11 anos, começou a registrar seus pensamentos em diários, o que marcou o início de sua trajetória literária.
Se tornou mãe aos 21 anos, sendo mãe solo, oficialmente em 2015, até o momento.
Durante a vida adulta, morou nos bairros Capão Redondo, São Miguel Paulista, Brasilândia, Pirituba e Freguesia do Ó, até se mudar para o Centro de São Paulo, em 2020, por meio de um programa de moradia social do Governo.

## Trajetória Acadêmica
Mestranda em Letras, com ênfase em Estudos Linguísticos (2025) pela Universidade Federal de São Paulo (UNIFESP). Pesquisadora da escrita de mulheres.  Pós-graduada (Lato Sensu) em Comunicação e Marketing Digital pela Faculdade Armando Alvares Penteado (FAAP). Graduada em Letras Português e Espanhol (Licenciatura) e pós-graduanda (Lato Sensu) em Jornalismo Digital.

## Trajetória Literária
A autora faz parte do acervo do Portfólio Coletivo de Artistas com Deficiência do Mapeamento do Itaú Cultural: Arte e Acesso.
Nos anos seguintes, escreveu para diferentes blogs e sites, incluindo Blog Particularidades, Closet Online (jornalismo de moda), Pandora (jornalismo), A Coluna (jornalismo independente) e outros, aos poucos consolidando sua carreira literária. Em 2016, fundou a revista Mães que Escrevem (inicialmente chamada Coletivo Encontro de Mães Feministas), um espaço que visa dar voz às mulheres, especialmente às mães, permitindo que compartilhem suas histórias e se conectem com outras mulheres que vivem a maternidade. Sob sua liderança, a revista, sob o ISSN 2965-2596 já publicou mais de 2.000 textos e realiza diversas atividades, como clubes de leitura, oficinas, concursos literários e eventos focados em empoderamento feminino, maternidade e escrita.
Ao longo da carreira, também contribuiu com artigos para portais como O Segrego, Hysteria.etc, Blogueiras Negras, Não me Kahlo, Maternativa e outros, além de colaborações pontuais para Portal Catarinas, Veja São Paulo, Le Monde Diplomatique Brasil, Revista Acrobata, Revista de Artes do Sesc Paquetá, entre outros.
Em 2021 e 2022, Jo Melo trabalhou como redatora para projetos da Prefeitura de São Paulo, incluindo a Expo Internacional da Consciência Negra, colaborando com artigos sobre questões raciais e educação para o site Farol Antirracista. Também foi responsável por roteiros e redação na Virada dos Objetivos de Desenvolvimento Sustentável da ONU.
Em 2023, participou da Boogie Week, promovida pela produtora Boogie Naipe, como redatora de mestre de cerimônias e contribuiu com textos no Manual de Diversidade e Convivência – Boas Práticas no Combate à Discriminação e Microagressões em Eventos.
Em 2022, lançou seu primeiro livro impresso, Hipérboles, publicado pela Editora Viseu. A obra foi reconhecida com o prêmio da editora luso-brasileira Helvétia Editions e, no mesmo ano, Jo Melo recebeu o Prêmio Talentos Helvéticos Brasileiros na Suíça. O livro também foi incluído no Acervo da Biblioteca de las Mujeres, no Chile, e em Bibliotecas comunitárias do Brasil.
Em 2024, lançou o livro Os Cinco Sentidos, publicado pela Editora Patuá.

## Autismo e atuação pessoal
A escritora foi diagnosticada tardiamente com autismo em 2023, aos 34 anos. Ela utiliza sua experiência para sensibilizar e informar sobre o autismo, abordando questões que afetam mulheres autistas. Sua vivência no espectro também é um dos temas abordados em suas obras, como forma de dar visibilidade e promover a inclusão no ambiente literário e social.

## Academia Mundial de Letras
A jornalista também é Imortal pela AMLH - Academia Mundial de Letras da Humanidade, cadeira 18. Sua posse ocorreu em 13 de dezembro de 2024, na Assembleia Legislativa de São Paulo, ALESP, aprovada pelo Presidente Mundial Doutor e jornalista Camilo Martins e pela presidente regional da Seccional ABC, Professora Doutora Mestre Cíntia Rondom.

## Reconhecimentos
- Membra da AJEB - Associação de Escritoras Brasileiras[16]
- Membra da AILB - Academia Internacional de Literatura Brasileira

## Obras literárias

### Livros Publicados
- Os Cinco Sentidos (2024) – Editora Patuá
- Hipérboles[17] (2022) — Editora Viseu

### Antologias
- O Amor é um Grito (2024) — Editora TAUP
- Instagramável: Poesia Concreta, Visual e Instapoema[18] (2021) – Editora TAUP

### Prefácio
- Vida (in)Esquecível, crônicas de Jessica Marzo, Editora Patuá (2023)

### E-books
- Manual de boas práticas no combate à discriminação e microagressões em eventos – Para Boogie Week
- Mini guia sobre violência doméstica
- Organização do e-book: Aleitamento materno
- TEAJUDA - Um Guia para Autistas
- TEAJUDA - Um Guia para Empresas